# 和菓子のアン
『和菓子のアン』（わがしのアン、Wagashi no Anne）は坂木司による日本のミステリー小説、ならびに本作を第1作目とするシリーズ名。作者の坂木は、舞台をデパ地下とする和菓子ミステリーは記憶にないので、これを題材にしたと述べている。

## 概要
進学も就職も定まらぬまま高校を卒業。無職となった中の「何となく」から始まった主人公梅本の成長物語。隠語をも含む難解な業界用語、顧客、同僚、産業スパイ疑惑、同業者の不祥事等に、何度も不安に駆られながら業界用語、助言や商品販売で顧客のプライベートに触れての手助け、同僚同士の連携を経験していく。『ジャーロ』連載時の挿絵は野間美由紀が担当。坂木によると和菓子屋の話にした理由は、推理の時間があり、見窄らしくないこと、洋食ものの小説に近藤史恵の『タルト・タタンの夢』という素晴らしい小説があることに対する反動から、と述べている。
2013年7月、『ジャーロ』2013年初夏号より掲載話「女子の節句 前編」が『和菓子のアン』セカンドシーズンとして連載が再開された。『ジャーロ』連載時の挿絵は佐久間真人が担当。
2016年3月『アンと青春』（アンとせいしゅん、Anne to Seishun）が光文社より発売。桜井が既婚者になり、『坂木司リクエスト! 和菓子のアンソロジー』に収録の『和菓子のアン』番外編として収録された『空の春告鳥』が巻頭に『アンと青春』第1話として収録。第2話以降は「女子の節句 前編」他『ジャーロ』連載分が続き、最終話「秋の行き道」には書き下ろしの加筆がされている。『空の春告鳥』で梅本の対応にあたった販売員に柏木（かしわぎ）という名前が付され、間に立花が絡む話が展開される等、『和菓子のアン』『空の春告鳥』後日談となっている。書籍レビューサイト「読書メーター」では単行本版発売後、抽選で10名に坂木によるサインと当選者名が入る献本が行われた。『アンと青春』発売後『ダ・ヴィンチ』は『和菓子のアン』『アンと青春』2冊をもって「アン」シリーズと、シリーズにまとめ、命名した。坂木本人は『和菓子のアン』を「1巻」と数えている。
2017年6月、『和菓子のアン』大活字本版が、主に図書製品を販売している社会福祉法人埼玉福祉会より、光文社文庫版を底本として上下巻の構成で発売された。
2017年9月、電子書籍版へと移行した『ジャーロ』2017年秋号より『和菓子のアン』第3弾として連載が開始。挿絵は『アンと青春』連載時に担当していた佐久間真人が担当。『アンと青春』時の秋が過ぎ、忙しい年末を前振りに、年明けて成人式を間近に迎える1月から始まる。

## あらすじ

### 和菓子のアン
将来の進路を考えず漠然と学生生活を送り、進路の決まっていない中を街頭インタビューを曖昧に受け流し、高校を卒業。顔の知れた地元東京の商店街での勤務を良しとせず、無職に甘んじる気もなくアルバイトで働き口を探していた梅本杏子（うめもと きょうこ）は、突然降ってきた雨の雨樋に入ったデパート「東京百貨店」の中から、自分が気落ちせずに働けそうな同じ女性が働いていた和菓子屋「みつ屋」を選ぶ。百貨店テナントの都合から採用は東京百貨店の様式に沿う必要があり明日履歴書を持ってくるように言われる。当日の面接では2、3のやり取りの後、即決。晴れて「みつ屋」でアルバイト生活を開始することになった。
仕事上の不安は、泥酔客の接客中に同席の立花が客に放った一言で決定的となるが、後日沈む梅本を不審に思った椿が立花に尋ねたところ、椿に誤解を解くように促す。立花との対話で誤解が解けた梅本は、これからもみつ屋で働き続けることを選ぶ！

### アンと青春
友人2人と、海外旅行に対する現実的な旅先選びの事情と「和菓子」の興味から京都へ旅行後、閉店した「金の林檎」を思いつつ「東京初出店」と銘打って東京百貨店に出店した「K」で梅本が見た販売員は、以前梅本が金沢に関する催事場で見た販売員だった。

### アンと愛情
成人式を迎えるアンこと、梅本杏子。
彼女は同級生に半ば強引に連れ出される形で振り袖を選びに行く。そこで…

### アンと幸福
正社員になることに欲を感じていなかったアンちゃんがついに正社員に。 和歌山のお菓子のお祭りは興味深かった

## 登場人物

### みつ屋の店員
梅本杏子（うめもと きょうこ）
本作の主人公。18歳。身長150センチ、体重57キロ。最終学歴は高卒。太めの体格だがブティックで買い物ができる。家族構成は両親と兄が1人。体型のせいで恋愛経験や異性との対話が苦手で学生時代、同性の親友からは別のクラスの異性に声をかける役を任されていた。地元に商店街がある育ちから勧誘に対する処世術を身に付けている。他者からの印象は、椿は「ペコちゃん」、立花からは「大福餅」と頬を触られている。大福を「大きな福」と解釈してそう讃える意味で立花は評したのだが、自身では体型を蔑む代名詞と思い込んでいるため、二の腕も触られ大福だと言った立花に殺意を持ち店を辞めようとすら思ったこともある。容姿全体の印象は、冬季にダッフルコートを着た姿を、立花からはテディベアのようだと言われている。他者からの呼ばれ方は、母親と商店街の年長者、『アンと青春』時の友人2人からは下の名前を正しく読んだ「杏子（きょうこ）」、学生時代、友人からは「コロちゃん」、椿と桜井と仕事時の立花からは名字の「梅本さん」、松本からは杏子を「あんこ」と読んだ「あんこちゃん」、プライベートの立花からは、松本と同じく「あんこちゃん」を提案後、梅本の「あんこ」から「こ」を取って欲しいとの抗議に『赤毛のアン』も因み「アンちゃん」と、それぞれ呼ばれている。制服のシャツ、自前で用意したスカートは共にLサイズ。化粧は販売員の清潔感から控えていたが、五月の「魔女」メイクと、メイク後に尚も渋る梅本に椿の指導と和菓子を用いたたとえで小綺麗な程度は行うべき、と諭した立花の意見に以降、最低限の化粧は行うようになった。立花とは当初、ギャルソンのようなイケメン容姿と、その容姿を持つ男性に対する先入観通りの対応に警戒するが、立花の乙女系性格を知り打ち解けて共同作業にあたるようになった。以前読んでいた雑誌の特集記事を応対に生かす、買い物に訪れたスーパーの和菓子を選別、柏木の接客を同じ接客業者の視点から判別等、次第に職業意識に芽生え、同時に奥に閉まっていた働く意義に悩んでいく。学生時代、異性に容姿をからかわれた経緯から男性恐怖症に陥っており、仕事に慣れてからも異性との触れ合いは、兄、父、立花、柏木、松本以外は、仕事としての応対に支障はないものの基本的に苦手のままとなっている。『アンと青春』では、柏木の自虐や柏木への思いを打ち明けた立花の一言に「あたしなんか」と自信喪失をおこしても、自身が接客している感覚がない中、機械対応で接客を行える程、業務に適応する成長をみせる。その一方で鈍感さは私生活でも健在で、京都の旅行では友人にも半ば呆れられつつ諭され、松本の「甘酒屋の荷」を「甘酒の煮」と聞き間違えていただけだったに対し、一方の立花の様子がおかしかったことと旅行の真の目的に気づいていない。
年齢の18歳は、『和菓子のアン』文庫版時点で坂木作品主人公中、最年少。
桜井（さくらい）
みつ屋アルバイト。大学在学中の傍ら遅番をつとめる。梅本とは同い年で1ヶ月前のアルバイト入社。梅本の面接時、初めに声をかけた相手。元ヤンで、髪は茶髪、業務中も、たまに言葉遣いや、壁一つ隔てたバックヤード裏で休憩をしている梅本への応援の要請をソバットで行う等、地が出てしまう。制服のエプロンに言葉遣いに関するメモを忍ばせている。梅本と同席時、客が大量の伝票に住所を書き込む無茶な要求してきた時には元ヤンの本性を出して客を脅し「個人情報保護」の名の下、目の前で裁断し、客自身にも作業の協力を要請し、梅本を救った。『アンと青春』では既婚者。坂木の別作品『ウィンター・ホリデー』（文藝春秋）にも登場。主人公「沖田大和（おきた やまと）」の視点で「サクライ」表記、和菓子屋勤務であること、「サクライ」が武闘派のレディースだった時代、「棘のある桜」と呼ばれ、沖田の後輩だった縁で「サクライ」の結婚式に呼ばれた後日談が語られた。
立花早太郎（たちばな そうたろう）
みつ屋社員。和菓子業界とは縁のない会社員の父親の下に生まれる。和菓子業界の後ろ盾のない中、弟子入りを断られ続けている内に松本に拾われ、和菓子職人を目指す修行の一環として「みつ屋」社員をつとめている。梅本によると年齢は20代、イケメン容姿。丁寧な応対に立花の提示した商品を購入する顧客も多い。その澱みのない口調で接客に慣れていない梅本に代わって商品の説明を行い、梅本を救うも戦力にならないと迷惑がり、椿に苦情を申し立てる。プライベートでは椿曰く「女性に囲まれて育った疑い」の乙女系男子で、以前所属していたアルバイトには自身のプライベートでの乙女系性格が起因して辞めていた。ススキから嵯峨野、嵯峨野から『源氏物語』の登場人物中、嵯峨野にゆかりのある六条御息所を思い浮かべる感性を持つ。その一方で鈍いところがあり不用意な一言で梅本を傷つけてしまうが、逆に梅本の言葉に傷つけられることもある。名字読みにかけた橘に因む「型柑（かたかん）」銘が刻まれた菓子木型を持っている。
椿はるか（つばき はるか）
みつ屋こと和菓子みつ屋東京百貨店店長。選んだ和菓子から客の悩みや購入目的を言い当てる才能を持つ。本人は言い当てた1つに対し「当てずっぽう」（コミカライズ版は「勘」）と述べている。他者からの印象として、楠田は経営者としての椿を、売上よりもロスを出さない点を挙げて評価している。その一方でプライベートの趣味は株の売買他賭博で、バックヤード裏では一喜一憂の声を上げる。服のセンスも最悪で、梅本に歩きたくないと思わせた。牛丼やビールが好きで喫煙者。立花からは「プライベートはおっさん」だと印象を述べている。正月、梅本が出店をしていた骨董品屋から500円で購入した、骨董品屋曰く、中国で手に入れ、月餅のためのものと思われる「型風（かたかぜ）」の銘が刻まれた菓子木型の片割れを差し出した瞬間、表情を一変させる。立花の調査により、「型風」を作った職人と何らかの関わりがあり、ルーツを辿る旅に出た彼と死別した過去が判明した。当初、梅本が立花に嫌われていると誤解された彼の態度を見て厳しい言葉を投げかけたことがある。日頃から梅本の勤務態度を高く評価しているが、体力を過信してインフルエンザにかかった立花の穴を埋めるべく無理して働こうとした彼女を静かに諭し、働くだけでなく「休むことも仕事」と帰宅させた。

### みつ屋の客
他にも複数の来客があるが、名前のある顧客のみを記載する。『アンと青春』では名前を遮り、意図的に名前を開示しない表現もみられる。
OL
梅本が「OLさん」と呼んでいる女性。5月未明の14時に茶道を嗜む上司に頼まれ上生菓子10個を注文。後日「兜」を9個、更に後日、椿に促された同種の生菓子9個を注文した。
杉山（すぎやま）
シックな服装がよく似合う老婦人。お中元に水羊羹6つ、生菓子3つを注文した。後日「みつ屋」の常連客になり、更に8月13日に3人分を注文した。
松本三太（まつもと さんた）
派手な衣装とサングラスをかけ、ヤクザのような風貌をした男性。次々とみつ屋の商品に注文をつけては「半殺し」といった言葉で梅本を怖がらせ「みつ屋」を去って行った。2度目の来客時には予め勉強してきた梅本の応対に感心し、サングラスを外して非礼を詫びた。立花のことは「早太郎」と名で呼ぶ。正体が知られてしまった後は、百貨店出店は見合わない判断と、椿が東京百貨店の広報から秋の季節の和菓子におはぎを挙げて詰められていた際には、おはぎの知識を披露し、椿を救った。『アンと青春』で馴れ馴れしさを注意している立花に厳しい言葉を投げかけ「甘酒屋の荷」という言葉を使って叱責したが、旅行に行った立花の心情をまるで気づいていない杏子の言動に少々弟子に対して同情した。
椎名亜佐美（しいな あさみ）
以前、喧嘩をしていた遠方の相手より「みつ屋」の紙袋に入った数個の「辻占」を手渡される。通常は占いが書かれているはずの紙に全て家紋だけが書かれていたため、製造元のみつ屋の一店みつ屋東京百貨店につとめる梅本たちを尋ねた。

### 東京百貨店デパ地下内
楠田（くすだ）
酒売り場担当の東京百貨店社員。他の従業員からは「デパ地下の生き字引」と呼ばれ、東京百貨店の勤務はフロア長よりも長い経歴だと言われている。梅本とは椿の紹介を経て、中二階にある社員食堂での長年崩すことのなかった行動が休憩中に訪れた梅本と一致し相席した事で梅本と個人的な対話の機会を得る。業務終了後、格安に負けてもらった弁当を夜な夜なグループホーム（コミカライズ版は、グループホーム/デイサービス「みどりの家」）に届けていた。クリスマスには応対に出た1人が、楠田の亡き母親への供えを行ったことを告げた後、自らも加わった。
桂沢（かつらざわ）
洋菓子店「金の林檎」派遣社員。「金の林檎」の制服がよく似合う容姿。梅本とは東京百貨店閉店後のロッカーで知り合う。洋菓子の魅力を語った後の梅本の問いに表情を強張らせ口を閉ざす。後に梅本から話を聞いた椿に促され、店の不祥事に耐えられなくなり椿に相談を持ちかける。不祥事発覚後「金の林檎」閉店と共に退社した。自ら辞めたのか、辞めさせられたのかは不明。
柏木（かしわぎ）
『空の春告鳥』で梅本が金沢に関する催事場で会った販売員。製菓学校を卒業したが高卒の梅本と同じく働く意義を理解できないでいた。和菓子職人、販売員を経て「K」のパティシエになる。本人は職を転々としている自身を「アヒル」と評している。百貨店従業員の先人であり、仕事に慣れてきて働く意義を探し当てている梅本とは気が合い、頼りにしている。外見上気が弱く見えるが梅本には食事に誘う等、積極的な行動に出る。
柘植（つげ）
洋菓子店「K」店長。柏木には、よく声をかけている。「K」が開店の際に東京百貨店開店前の朝礼で「K」の紹介をした。
フロア長（フロアちょう）
デパ地下フロアの責任者。「みつ屋」に採用が決まった梅本に東京百貨店の名札を渡した。椿からの業務連絡は背を向けて応対している。饅頭数個を一気に平らげる胃と、これだと思うものしか生菓子を認めない意志を持つ。『アンと青春』では「八尾フルーツ」のジュースを巡って女児と過保護の母親が起こした騒動について、呼び出した梅本と「八尾フルーツ」店員に事細かく尋ねて責任の所在を探る等、責任者としての判断力を見せた。

### 東京百貨店地上階
五月（さつき）
東京百貨店1階の化粧品コーナーを担当。綺麗な顔をしているが、椿や他の店員からは化粧の腕と実年齢に対しての違いに「魔女」と呼ばれている。梅本とは椿の紹介を経て知り合い3分で化粧を施す。化粧の腕は梅本が帰宅後、母親を百貨店の化粧品売り場へ促す足がかりにもなった。

## 上生菓子

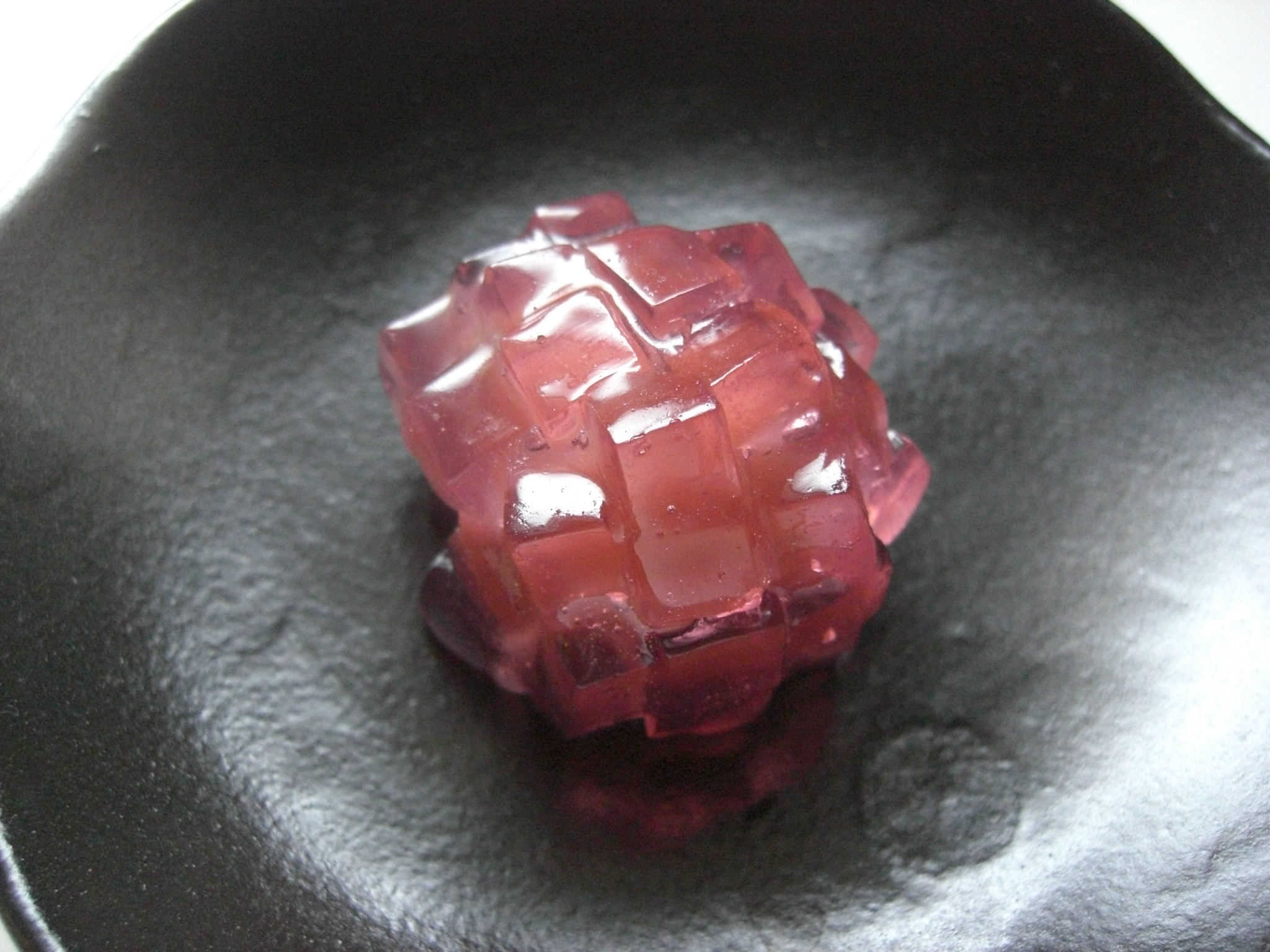
試食の対象にもなった生菓子「紫陽花」

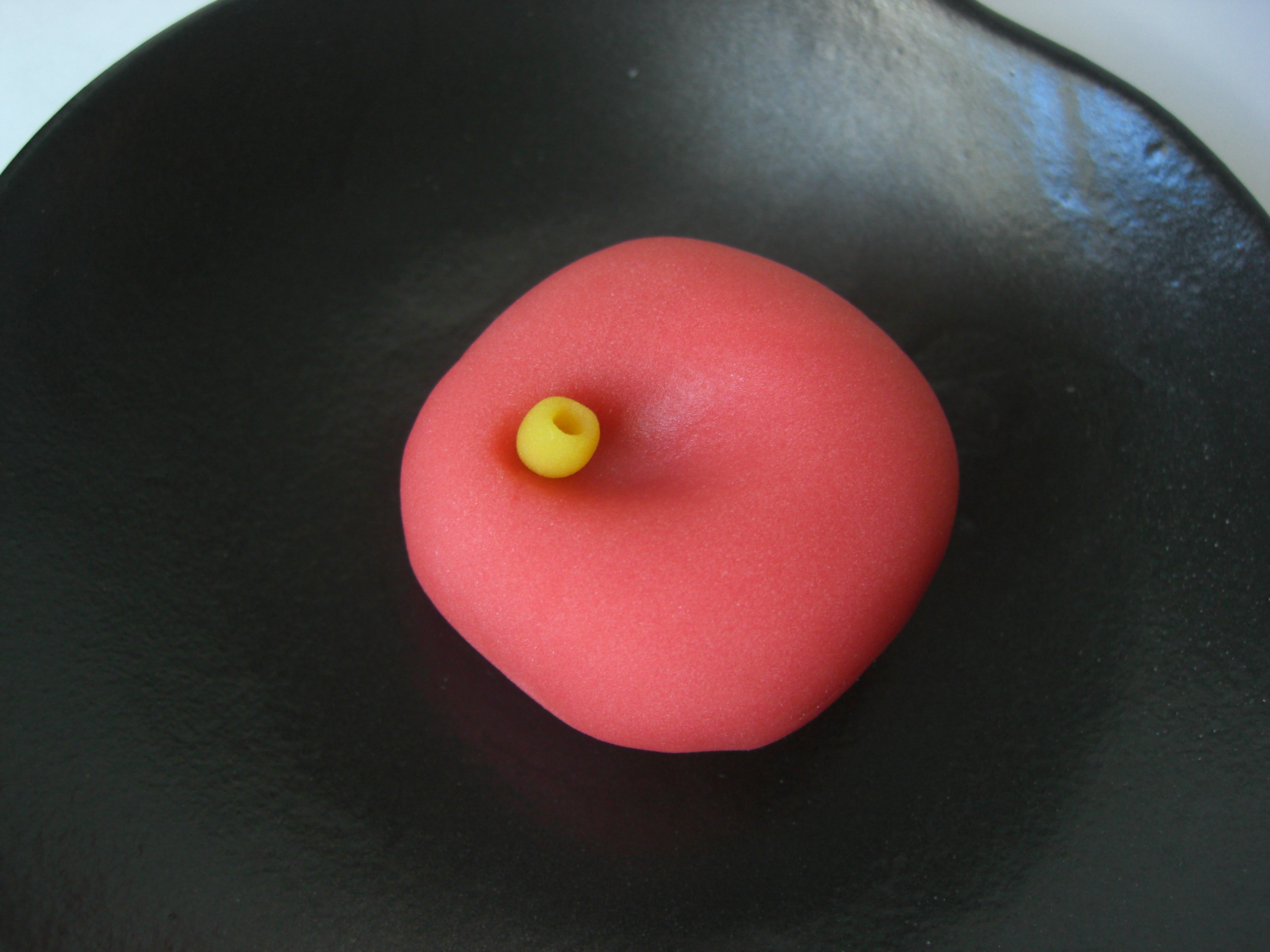
こなしによる生菓子「寒椿」

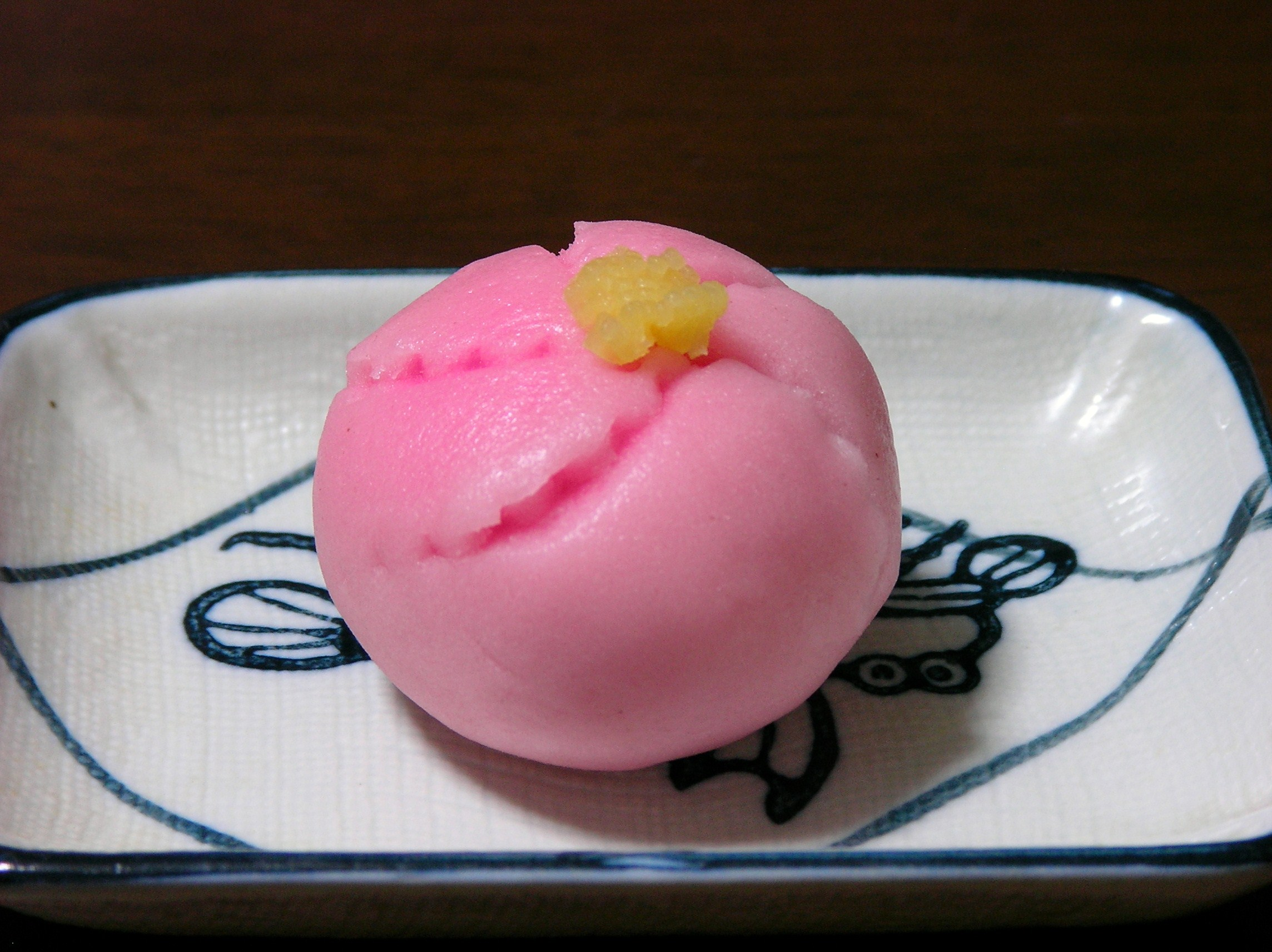
練り切りによる芙蓉を模した生菓子

みつ屋で販売されている生菓子。定番の上生商品や、ういろう、羊羹、落雁、せんべい、どら焼き等の他の和菓子は終日、季節商品は毎月3品目毎に更新される。
事件解決の糸口は商品の種類、数、贈呈先となっている。
- 定番・通年
  - 松風（まつかぜ）
  - 鹿の子（かのこ）
- 和菓子のアン
  - 5月（端午の節句）
    - 兜（かぶと）
    - おとし文（おとしぶみ）
    - 薔薇（ばら）

  - 6月（氷の節句）
    - 青梅（あおうめ）
    - 水無月（みなづき）
    - 紫陽花（あじさい）

  - 7月 （七夕）
    - 星合（ほしあい）
    - 夏みかん（なつみかん）
    - 百合（ゆり）

  - 8月
    - 清流（せいりゅう）
    - 鵲（かささぎ）
    - 蓮（はす）

  - 9月
    - 光琳菊（こうりんぎく）
    - 跳ね月（はねづき）
    - 松露（しょうろ）

  - 12月
    - 柚子香（ゆずこう）
    - 田舎家（いなかや）
    - 初霜（はつしも）

  - 1月
    - 辻占（つじうら）
    - 早梅（はやうめ）
    - 福寿草（ふくじゅそう）
    - 風花（かざはな）
- アンと青春
  - 2月
    - 蛤（はまぐり）
    - 桃（もも）
    - 曲水（きょくすい）

  - 5月
    - つつじ
    - 鯉のぼり（こいのぼり）
    - 花菖蒲（はなしょうぶ）

  - 10月
    - 山路（やまじ）
    - 焚き火（たきび）
    - 桃山（ももやま）

## 舞台設定

### 東京百貨店
東京百貨店（とうきょうひゃっかてん）は、梅本が勤務する「みつ屋」が入っている架空の百貨店（デパート）。営業時間は10時 - 20時。閉店の際には「蛍の光」をBGMにアナウンスが流れる。
建物の構成は、確認できる限りで地上9階、地下2階建て。地下には従業員用が更に2階層あり、地下4階同様の階層。8階と9階の中二階は従業員専用の階層で、中二階には社員食堂もある。9階はスポーツ用品売り場、1階は、バッグ、婦人靴、化粧品売り場がある。地下1階は、鮮魚、食品、酒売り場等によるデパ地下を形成している。デパ地下では酒売り場は販売店個々としてのブランドが少ないことと、百貨店信用の特殊性から東京百貨店社員が担っている。従業員は従業員専用の裏口から入り、セキュリティー対策として透明なビニールバッグに貴重品を入れた上で携行しなければならない。
業者向け配送には、クロネコ、東京23区内、近隣の県は坂木の別作品『ホリデー』シリーズの主人公沖田が勤務する運送会社の宅配便サービス「ハニービー・エキスプレス便」、通称「ハチさん便」、信用や商品不慮に対する誠意の事情に社員が直接配送する通称「超エクスプレス便」を用いている。
閉店後、社員価格で売れ残り品の格安販売が行われている。洋菓子の保存は当日のみとなっていて、売れ残りを冷蔵庫等で保存させることはできない。肉売り場で火災が発生したが、事前の防災訓練の成果もありボヤで済んだ。消火作業には防災訓練でも参加した梅本も消火器を携え参加した。『アンと青春』では「東京デパート」という表記もみられ用語の混在が発生したが、『和菓子のアン』第3弾にて正式名が「東京百貨店」、通称が「東京デパート」と分担された。
場所は『アンと青春』で、立花が梅本に提起した「謎」として明かされた。

#### 東京百貨店テナント
みつ屋（みつや）
正式名称「和菓子舗・みつ屋」。商品には関東系の練り切りを用い、関西系のこなしは初釜等の特別の日にのみ使う。社員がいないと店を開けられず、椿か立花のどちらかが休暇をとると営業時間中、通しで店に立ち続けることになる。従業員は、アルバイト、早番シフト梅本の例で9時に出社、10時の開店5分前までフロア長へ新商品の試食届けや商品のチェックを行い、椿による従業員への訓令後、10時の開店を待つ。試食は最中が行えるが原則として行わない。その一方で新商品が出た時は、従業員同士、応対の事前対策として開店前に試食を行っている。
金の林檎（きんのりんご）
桂沢が勤務する洋菓子店。制服も両肩にフリルのついた洋菓子屋制服に相応しいものとなっている。その一方で、賞味期限の偽装を行い、売れ残りを処分せず冷蔵庫で保管し、次の日に販売する事を従業員に指示していた。不祥事は、梅本と椿に打ち明けた従業員の桂沢により明るみに出るが、椿の計らいにより店の存続と従業員の雇用には問題にならずに済んだが、『アンと青春』の時点で閉店。跡地は不特定の店舗が短期間イベント開催を行うブースを経て「K」が出店した。
K
男性の店員が「俺の」ブランドで男性向けの洋菓子を販売している洋菓子店。中目黒に本社がある。男性向けにも関わらず「東京初出店」の触れ込み、路面に面した店の作り、柏木の不慣れによる包装作業の遅れから行列ができている。上下関係が厳しく、立花は「体育会系」と評した。
八尾フルーツ（やおフルーツ）
果物屋直営のジュース屋。その場でジューサーによって擦り潰し生成したジュースを提供している。母親にせがんだ女児が転んだ拍子に怪我をし、責任の所在を巡って店員の1人がフロア長から聴取を受けた。ホームページに原材料に関する情報を開示しているが「みつ屋」が開示している情報の1つを開示していない。

### 梅本の地元商店街
梅本の家の近所にある。通りの様子はシャッター街ではなく、各々店を開いている。「新井クリーニング」他、商店街の詳細は、坂木の別作品『切れない糸』（東京創元社）で、主人公にして跡取り息子新井和也（あらい かずや）の物語として語られている。『和菓子のアン』主人公梅本は、『切れない糸』主人公新井により「アライクリーニング」につとめる梅本の母親に母親と揃って体格のよく似た2人兄妹がいる、妹は「かとれあ」で、よく見かける、という表現で、新井は梅本と対面経験があることを明かしている。
洋菓子かとれあ（ようがしかとれあ）
梅本が寄ろうとしたケーキ屋。シュークリームも売っている。後に梅本が、和菓子よりも洋菓子が売れている理由を推測する際の実例に使われた。同名の店が坂木の別作品『ウィンター・ホリデー』にも登場。『ウィンター・ホリデー』では「まんぷくシュー」という商品を販売している。
モードブティック・ラ・メール
梅本が格安のスカートを購入後、試しに寄ろうとした服屋。おばちゃん系の服が揃っている。用途の違う服揃いに急を要していた梅本をして言葉を失わせた。
新井クリーニング（あらいクリーニング）
梅本の母親がパートとして働くクリーニング店。『切れない糸』での表記は「アライクリーニング」で「新井」と「洗い」をかけ合わせたもの。梅本が学生時代、学生服のクリーニングに利用していた。『和菓子のアン』時点の様子は、梅本の母親が「みつ屋」へアルバイト入社前の梅本に「跡取りは息子（新井和也）で決まった」と伝えた。

### 郊外
河田屋（かわたや）
松本が勤務する和菓子屋。立花の修行先。季節商品は1月時点で「未開紅（みかいこう）」、「雪竹（ゆきたけ）」、「永松（えいまつ）」。
金沢21世紀美術館（かなざわにじゅういちせいきびじゅつかん）
当時、レアンドロ・エルリッヒの作品「スイミング・プール」が展示されている。

## 書誌情報
- 『和菓子のアン』2010年4月25日第1刷発行（2010年4月19日発売[16] ）、光文社、ISBN 978-4-334-92706-6 - 単行本
  - 『和菓子のアン』2012年10月20日第1刷発行（2012年10月11日発売[17] ）、光文社文庫、ISBN 978-4-334-76484-5 - 文庫
  - 『和菓子のアン』
    - 上巻 2017年6月10日発行、埼玉福祉会、ISBN 978-4-86596-171-3
    - 下巻 2017年6月10日発行、埼玉福祉会、ISBN 978-4-86596-172-0
- 『アンと青春』2016年3月20日第1刷発行（2016年3月16日発売[18]）、光文社、ISBN 978-4-334-91084-6 - 単行本

『和菓子のアン』参考文献『和菓子ものがたり』『事典 和菓子の世界』著者中山圭子は、虎屋の資料室「虎屋文庫」に勤務。

### 他言語版
『和菓子のアン』が2014年8月、韓国語に翻訳、東亜日報社より出版、2015年5月、中国語に翻訳され、春天出版春日文庫レーベルより『和菓子的杏』の書籍名で出版された。「アン」には梅本の下の名1字にして、あだ名の1つでもある「杏」があてられている。
- 『화과자의 안』坂木司、金蘭周[21]（朝鮮語: 김난주）訳、東亜日報社、2014年8月、ISBN 979-11-8571113-3
- 『和菓子的杏』坂木司、王蘊潔訳、春天出版、2015年5月、ISBN 978-986-5706-60-9

## アンソロジー
- 『坂木司リクエスト! 和菓子のアンソロジー』2013年1月20日第1刷発行（2013年1月17日発売[22]）、光文社、ISBN 978-4-334-92864-3 - 単行本
  - 『坂木司リクエスト! 和菓子のアンソロジー』2014年6月20日第1刷発行（2014年6月12日発売[23]）、光文社文庫、ISBN 978-4-334-76763-1 - 文庫

『小説宝石』初出。坂木が他の作家へ「和菓子」をリクエストした事により始まった公式アンソロジー。挿画は谷山彩子。文庫版は、背表紙の整理番号上は光文社文庫における坂木作品の次作。巻頭では坂木が『和菓子のアン』中の「アン」を「餡」と漢字をあてて開始を告げ、巻末では1作ずつ解説がされている。坂木自身による『空の春告鳥』の解説は『和菓子のアン』番外編としている。『空の春告鳥』は、後に『アンと青春』に第1話として収録された。
参加者の1人で石川県出身でもある木地は『アンと青春』巻末後書きで坂木から情報提供の謝辞を述べられている。
| タイトル名         | 著者名     | 「小説宝石」掲載号 |
| ------------------ | ---------- | ------------------ |
| 空の春告鳥         | 坂木司     | 2012年2月号        |
| トマどら           | 日明恩     | 2012年6月号        |
| チチとクズの国     | 牧野修     | 2012年3月号        |
| 迷宮の松露         | 近藤史恵   | 2012年8月号        |
| 融雪               | 柴田よしき | 2012年7月号        |
| 糖質な彼女         | 木地雅映子 | 2012年5月号        |
| 時じくの実の宮古へ | 小川一水   | 2012年10月号       |
| 古入道きたりて     | 恒川光太郎 | 2012年11月号       |
| しりとり           | 北村薫     | 2012年1月号        |
| 甘き織姫           | 畠中恵     | 2012年9月号        |

## メディアミックス

### コミカライズ

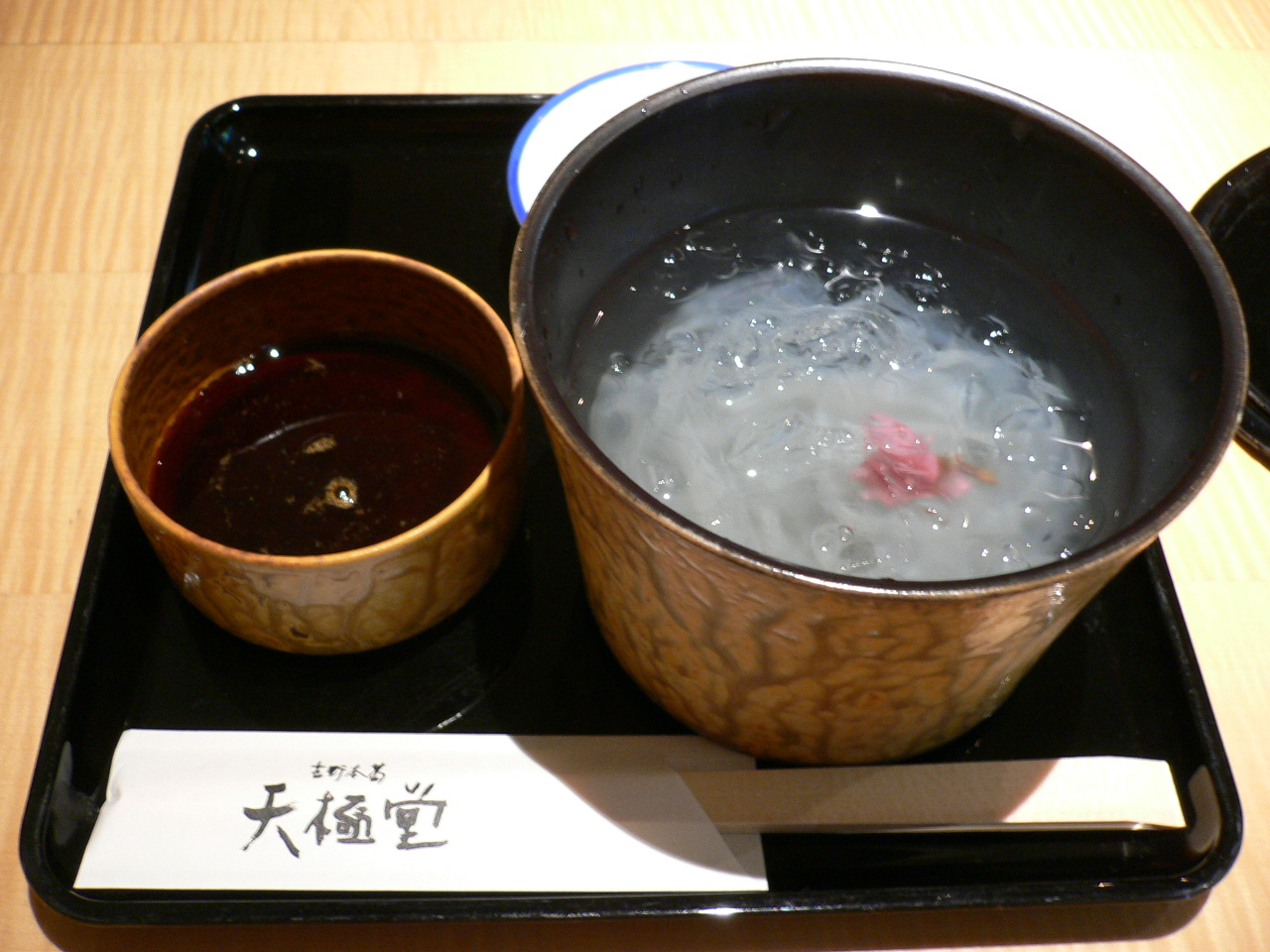
「みつ屋」お中元商品にしてコミカライズ版特別編で紹介された葛切り

2013年、猪狩そよ子より1巻収録分は「花とゆめ 文系少女」vol.1-2、1巻の最終話と2巻以降収録分は「花とゆめ」に移籍後、2015年1、2、6-9、13-17号で本編が、2015年2、15号で漫画オリジナルの特別編が連載。猪狩初の連載作品。各話サブタイトルは、原作サブタイトルを使用。原作1話分が1話で完結しないで次回へ持ち越したエピソードは、末尾に「その」+「漢数字」が付されている。原作に対する割り振りは「花とゆめ 文系少女」で掲載された原作1-2話が1話分ずつ、原作3話が3話分、原作4話が4話分、原作最終話が5話分の、全14話にかけて展開されている。1巻は、一部店舗で購入者特典がついた。3巻は、特別編2話と猪狩による『和菓子のアン』以外の坂木作品感想が、作品毎にイメージイラストを添えて行われている。『ホテルジューシー』の紹介では、作中に挙げられる漫画作品にして『和菓子のアン』と出版社、コミックレーベルを同じとする「ガラスの仮面」と読める本が添えられている。原作者坂木からは、好きにしていい、のコミカライズ許諾と、梅本は、このような子だ、よく取材されている、の感想を得ている。
内容は、基本的に原作が忠実に再現されているが、漫画ならではの演出面を重視して一部シーンが創作や改変されていたり、原作・コミカライズ第1話「和菓子のアン」で、種明かしを披露する椿に対する梅本の指摘が「実証がない」から「仮説です」に指摘の意味合いが変わっている、原作・コミカライズ第2話「一年に一度のデート」で桜井が早番シフトで梅本と一緒の時、伝票を差し出し無理難題を要求した男性顧客に対し、元ヤンの本性を出して梅本を救ったエピソードで、その後桜井を「元ヤン」に続いて立花を、原作で梅本が「乙女」と評した箇所が『別冊花とゆめ』で連載されていた同名タイトル「オトメン」になっている等、幾らか違いがある。
コミックス欄外のフリートークでは、連載当初は全2巻の予定で、エピソードの切り詰めが行われたこと、『花とゆめ』移籍の時点で全3巻に伸び、そして決まっていたこと、梅本の顔が作画上の事情として徐々に丸くなっていったこと、第1話は、ページ数とアシスタントへの采配が分からず心身共に疲弊したこと、菓子の形状は原作小説巻末に記載された参考文献、和菓子屋からの取り寄せ、『アンと青春』時、坂木も取材したたねや等和菓子屋へ取材、ネットなどで独自に調べたもので、必ずしも原作者坂木の意図とした形状の和菓子であるとは限らないことを示すことになったこと、デパ地下のアルバイトと掛け持ちで執筆をしている最中、お局タイプで苦手なアルバイト同僚と、本コミカライズ版を通じて仲良くなったこと、漫画オリジナルの特別編については、原作者坂木より事前にネーム確認を受けたこと、完結後、坂木から3巻発売時点で次作が『アンと青春』になる中、次作の話を聞かされ盛り上がったこと、アシスタントとして参加していたこうち楓から祝いの賛辞を得たことなどが語られた。
| 原作小説カウント | 漫画カウント  | 原作サブタイトル   | 花とゆめCOMICS収録巻 |
| ---------------- | ------------- | ------------------ | -------------------- |
| 1                | 1             | 和菓子のアン       | 1                    |
| 2                | 2             | 一年に一度のデート | 1                    |
| 3                | 3             | 萩と牡丹           | 1                    |
| 3                | 4             | 萩と牡丹           | 2                    |
| 3                | 5             | 萩と牡丹           | 2                    |
| 4                | 6             | 甘露家             | 2                    |
| 4                | 7             | 甘露家             | 2                    |
| 4                | 8             | 甘露家             | 2                    |
| 4                | 9             | 甘露家             | 2                    |
| 5                | 10            | 辻占の行方         | 3                    |
| 5                | 11            | 辻占の行方         | 3                    |
| 5                | 12            | 辻占の行方         | 3                    |
| 5                | 13            | 辻占の行方         | 3                    |
| 5                | 14            | 辻占の行方         | 3                    |
| -                | 特別編 その一 | -                  | 3                    |
| -                | 特別編 その二 | -                  | 3                    |

- 坂木司（原作）・猪狩そよ子（作画）『和菓子のアン』白泉社〈花とゆめCOMICS〉、全3巻
  1. 2014年6月25日第1刷発行（2014年6月20日発売[27]）、ISBN 978-4-592-21371-0
  2. 2015年7月25日第1刷発行（2015年7月17日発売[28]）、ISBN 978-4-592-21372-7
  3. 2015年10月25日第1刷発行（2015年10月20日発売[29]）、ISBN 978-4-592-21373-4

### イベント
『和菓子のアン』単行本版発売前の2010年3月末、光文社で発売を記念した茶和会が催され、書店員、書店員兼書評家の宇田川、作家デビューまでの世話を行い『青空の卵』担当編集をつとめた戸川、装丁の石川、作者坂木が参加。作中の和菓子と共に、作品に関する話題が披露された。
2016年2月26日、『アンと青春』発売前、発売を記念して和菓子職人たちによる和菓子イベントが約30人の客を集めて光文社で開かれた。参加者には前回単行本版発売の茶和会に続き、作者の坂木、装丁をつとめた石川も参加した。また作者坂木の「職人たちが創造した商品の傍に自分がデザインした和菓子商品を並べられないか」という趣旨の提案による、三越日本橋本店で2016年4月6日 - 2016年4月12日の6日間「第70回全国銘菓展」の一環として本和菓衆によって「みつ屋」が再現され、和菓子職人によるオリジナルの和菓子他、原作『和菓子のアン』に登場した上生菓子「辻占」、『アンと青春』に登場した「蓬莱山」「はじまりのかがやき」が再現されるイベントが開催予定である事も併せて告知された。「蓬莱山」はロールケーキの形状で彩雲堂によって再現され、坂木が提案した架空の和菓子「はじまりのかがやき」は佐藤屋によって立体化された。
開催された「第70回全国銘菓展」では、企画として「みつ屋 日本橋三越店」が三越日本橋店1階中央ホールに出店した。開催当時のイベントの様子は『和菓子のアン』作中にも登場した「おとし文」を商品とする和菓子屋も出店し、三越日本橋本店公式facebookアカウント「三越グルメ」により「第70回全国銘菓展」のイベントの1つとして紹介された。
好評を受けて毎年秋に行われている本和菓衆のイベントが、コラボ第2弾として同じ日本橋三越本店で2016年10月12日 - 2016年10月18日に開催されることが佐藤屋より発表された。無事に開催され、坂木も色紙を寄せた。

## 評価
単行本版発売前に茶和会に参加した宇田川拓也は、小説読書の初心者におすすめしやすく、書店員としてもありがたい存在だと坂木作品全般に関する感想を前振りに置き、立花の存在と、作中に登場する和菓子が、和菓子としての魅力と関連する事件の謎が絡み合う具合を評価した。
朝日新聞社が運営する書評サイト「ブック・アサヒ・コム」に掲載された書評で瀧井朝世は、『和菓子のアン』文庫版が2012年11月18日付の書評発表時点で15万部の売れ行きと、「読者メーター」で作品が紹介され、売れ行きが上がった詳細を伝えると共に、主人公梅本の成長物語と評価している。
文庫版発売から同年の12月、週刊東洋経済は、読書メーターの1位記録の紹介と共に、和菓子のトリビア、職人のこだわり、顧客の様子をプロファイリングするミステリーと評価した。
『ダ・ヴィンチ』は、『ビブリア古書堂の事件手帖』『珈琲店タレーランの事件簿』『和菓子のアン』がコージー・ミステリーに分類される作品であると共に、本格推理は難しく、殺人事件は気が引ける読者が、手元に飲み物を置いて気負わずに読めるジャンル、と分類したコージー・ミステリーを解説している。
文庫版解説の藤田香織も「主人公の成長」と、坂木作品にまつわる「日常の謎」を挙げ『和菓子のアン』も、これにあてはまるものがある、と解説している。
2014年11月26日よりトーハンが出版社と協力して企画された「第1回「文庫女子」フェア」で販売強化の対象となった20冊の1冊に選定された。
読者を公言している著名人として田島芽瑠、福岡千幸がいる。
『和菓子のアン』文庫版は、書籍取次会社トーハン調べで、2013年上半期ベストセラー文庫総合第13位、2013年年間ベストセラー文庫総合第16位、オリコン調べ、「2013年 上半期“本”ランキング」文庫総合第17位、約17.2万部、「2013年 年間“本”ランキング」文庫総合第22位、約30.3万部、『ダ・ヴィンチ』が主催する「2013上半期BOOK OF THE YEAR」にて文庫第3位、金城学院大学図書館と紀伊國屋書店によるコラボレーション企画「Girlが選んだGirlに贈る125冊」で金城学院大学学生854人を対象に行われた選考で『和菓子のアン』の作品名で第2位を記録した。「読者メーター」では、2011年時点で発売されていた単行本版がサイト内ランキング「お正月に読みたい! 2011年心に残った本ランキング」小説部門で第1位を記録した。「読書メーター」での「お正月に読みたい! 2011年心に残った本ランキング」1位記録が文庫本帯、売上の発行部数は、光文社書籍販売部公式Twitterアカウントによる自社発表として、2015年1月6日付で48万部、2015年10月7日付で50万部突破が発表された。コミカライズ版では原作小説44万部が1巻発売告知時点、50万部突破は、第3巻帯、毎日新聞にて宣伝された。『ダ・ヴィンチ』は『アンと青春』発売時に50万部突破と、その売上を「ベストセラー」と評した。『アンと青春』単行本版をあわせたシリーズ累計は『ダ・ヴィンチ』2017年3月号時点で56万部。
『アンと青春』は、単行本が日本出版販売調べ「週間話題のベストセラー」2016年3月24日付単行本フィクション部門で第6位、「オリコン」週間ランキング文芸部門2016年3月28日付のランキングで第9位、ネット通販サイト「honto」発表の「2016年上半期ランキング」2016年6月23日付小説・ライトノベルランキングで第23位を記録した。「読者メーター」では、2016年3月 - 4月期の日間、月間の瞬間ランキング記録として第1位を記録、記録は初版発売後に重版された『アンと青春』単行本版帯に掲載された。2017年3月7日、本文が群馬県全日制公立高等学校68校を対象とした国語の入試問題として採用された。日販調べで6位を記録した後、坂木は日販に、かつて書店で立ち読みをして、読書を重ねたこと、特に『スケバン刑事』に関しては花とゆめコミックス版全22巻を立ち読みで読破したこと、そして今度買う約束に関する思い出話を寄せた。
仕事を、既存の漫画と小説から紹介する『小説・マンガで見つける! すてきな仕事』第3巻「もてなす」にて坂木の別作品『ジャグジー・トーク』と共に『和菓子のアン』文庫版が『小説・マンガで見つける! すてきな仕事』第3巻表紙に掲載され、『和菓子のアン』内容が書籍内で紹介された。公益財団法人日本豆類協会が発刊している「豆類時報」の読書コーナー「本棚」で『和菓子のアン』文庫版が紹介された。

### 賞歴・ノミネート歴
2012年度開催の第9回本屋大賞発掘部門に『和菓子のアン』単行本版が坂木自身の作品登場人物にかけたペンネーム由来元にしてデビュー作でもある『青空の卵』（ひきこもり探偵シリーズ第1作目タイトル）と共に投票された。
2013年度大学読書人大賞に『和菓子のアン』文庫版が候補作品にノミネートした。
2013年12月3日、第二回静岡書店大賞「映像化したい文庫部門」で大賞を受賞。表彰式では賞状やトロフィーと共に別途、開催地静岡県に因む和製洋菓子の1つ「うなぎパイ」が贈られ、覆面作家坂木の受賞コメントが光文社文庫編集部副編集長により代読された。